# ميت مسعود (شبين الكوم)
ميت مسعود إحدى قرى مركز شبين الكوم التابع لمحافظة المنوفية بجمهورية مصر العربية.

## التاريخ
قرية ميت مسعود من القرى القديمة، حيث وردت باسم «منية مُسوّد» في أعمال المنوفية ضمن قرى الروك الصلاحي التي أحصاها ابن مماتي في كتاب قوانين الدواوين، كما وردت باسم «منية مسود» في أعمال المنوفية ضمن قرى الروك الناصري التي أحصاها ابن الجيعان في كتاب «التحفة السنية بأسماء البلاد المصرية». وفي العصر العثماني وردت باسم «منية مسود» في التربيع العثماني الذي أجراه الوالي العثماني سليمان باشا الخادم في عصر السلطان العثماني سليمان القانوني ضمن قرى ولاية المنوفية، وفي تاريخ 1228هـ/1813م الذي عدّ قرى مصر بعد المسح الذي قام به محمد علي باشا باسم «ميت مسود» ضمن قرى مديرية المنوفية. تغير الاسم إلى ميت مسعود سنة 1348هـ/1929م.

## السكان
بلغ عدد سكان ميت مسعود 5,915 نسمة، حسب الإحصاء الرسمي لعام 2006.